# Draconarius strophadatus
Draconarius strophadatus är en spindelart som först beskrevs av Zhu och Wang 1991.  Draconarius strophadatus ingår i släktet Draconarius och familjen mörkerspindlar. Inga underarter finns listade i Catalogue of Life.